# 大熊湖 (加利福尼亞州湖泊)
大熊湖（Big Bear Lake）是美國西部的一个水庫，它位于加利福尼亚州聖貝納迪諾縣。該水庫的水源靠的是雪和雨水。該水庫海拔6,743英尺（2,055米），东西长约7英里（11） 。 